# Linda Pritchard
Pour les articles homonymes, voir Pritchard.
Linda Pritchard, de son vrai nom Linda Norrgård Pritchard, est une chanteuse, danseuse, et chorégraphe suédoise, née le 19 mai 1983 à  Vällingby dans la banlieue de Stockholm.

## Biographie
Elle travaille avec Magnus Uggla et Ace of Base.
Linda participe à l'émission Idol 2008, où elle a obtenu à la qualification, mais a été éliminée, même si elle était favorites.
Durant l'été 2009, elle est candidate à Allsång på Skansen comme danseuse pour Magnus Uggla.
Linda Pritchard chante des reprises de Céline Dion.
De 2010 à 2011, elle est candidate au Melodifestivalen.